# Ди Дженнаро, Сильвио
Сильвио Ди Дженнаро (итал. Silvio Di Gennaro, 20 марта 1919, Чивитавеккья, Королевство Италия — 1983, Италия) — итальянский футболист. По завершении карьеры стал тренером.

## Карьера
В качестве футболиста выступал на позиции защитника. За свою карьеру сыграл 235 матчей в Серии А. Больше всего времени Ди Дженнаро провел в «Венеция», в составе которой он побеждал в Кубке Италии. После завершения карьеры работал тренером. Ди Дженнаро возглавлял ряд итальянских команд.

## Достижения
- Обладатель Кубка Италии (1): 1940/1941.
- Финалист Кубка Италии (1): 1942/1943.